# Chtcherbinka
Chtcherbinka (en russe : Щербинка) est une ville sous la juridiction de la ville fédérale de Moscou, formant un district municipal du district administratif de Novomoskovski, en Russie. 
Elle est située à 37 km au sud de Moscou. Sa population s'élève à 30 934 habitants en 2008

## Histoire
Chtcherbinka est fondée à la fin du XIVe siècle. C'est d'abord le village de Chtcherbinino (Щерби́нино). Chtcherbinka a le statut de ville depuis 1975.
Avant le 1er juillet 2012, Chtcherbinka était une ville indépendante de l'oblast de Moscou. Elle fut ensuite intégrée à la ville fédérale de Moscou pour former le district municipal du district administratif de Novomoskovski.

## Population
| 1939  | 1959   | 1970   | 1979   | 1989   | 2002   | 2008   | 2009   | 2010   | 2012   | 2013   | 2014   | 2015   | 2016   | 2017   |
| ----- | ------ | ------ | ------ | ------ | ------ | ------ | ------ | ------ | ------ | ------ | ------ | ------ | ------ | ------ |
| 3 200 | 16 600 | 23 400 | 23 600 | 28 000 | 28 043 | 30 934 | 31 660 | 32 450 | 33 508 | 35 328 | 38 905 | 40 748 | 42 642 | 47 504 |

## Économie
La principale entreprise de Chtcherbinka est l'usine d'ascenseurs de la société OAO Chtcherbinski Liftostroïtelny Zavod (en russe : ОАО Щербинский лифтостроительный завод, ЩЛЗ). Fondée en 1943 comme usine électro-mécanique, elle fabrique des ascenseurs depuis 1954. La production est en augmentation rapide (plus de 6 000 ascenseurs ont été produits en 2004).
Le français Castorama y a ouvert un magasin en 2014.

## Transports
Chtcherbinka est accessible en bus et Marchroutka depuis Moscou principalement depuis les stations du métro Boulvar Dmitria Donskogo et Oulitsa Akademika Iangelia. Plusieurs lignes la relient aussi à Podolsk.

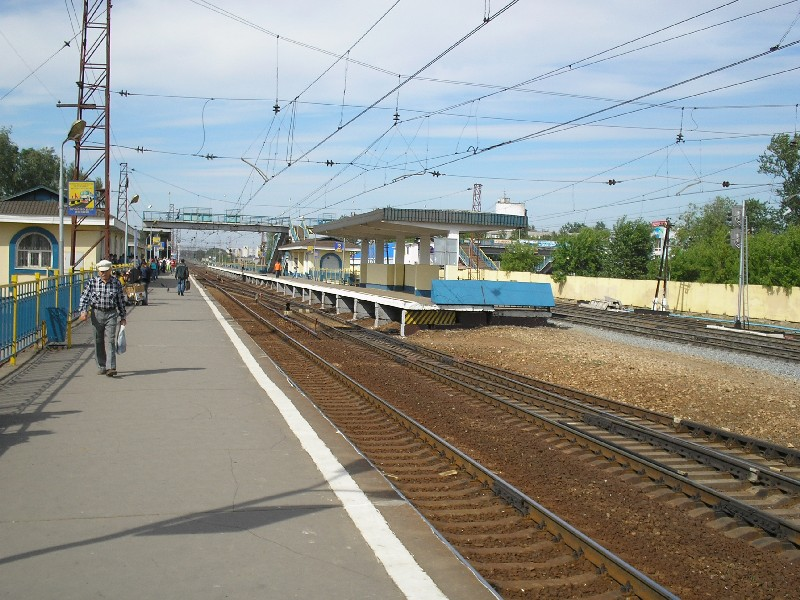
La gare de Chtcherbinka se trouvant sur la ligne Moscou-Koursk.

La ville se trouvant sur la voie ferrée Moscou-Koursk, elle possède également une gare desservie par les trains régionaux de la ligne Moscou-Podolsk-Serpoukhov-Iasnogorsk-Toula.
De plus, Chtcherbinka se trouve à proximité immédiate de la magistrale M2 reliant Moscou à Belgorod. Il est ensuite possible de continuer sur la même route via le territoire ukrainien jusqu'à Yalta, d'où son nom de magistrale de Crimée. Cette voie terrestre représente un segment de la route européenne E 105 Kirkenes-Yalta.

## Source
- (ru) Informations sur Chtcherbinka